# Bukowa (gmina)

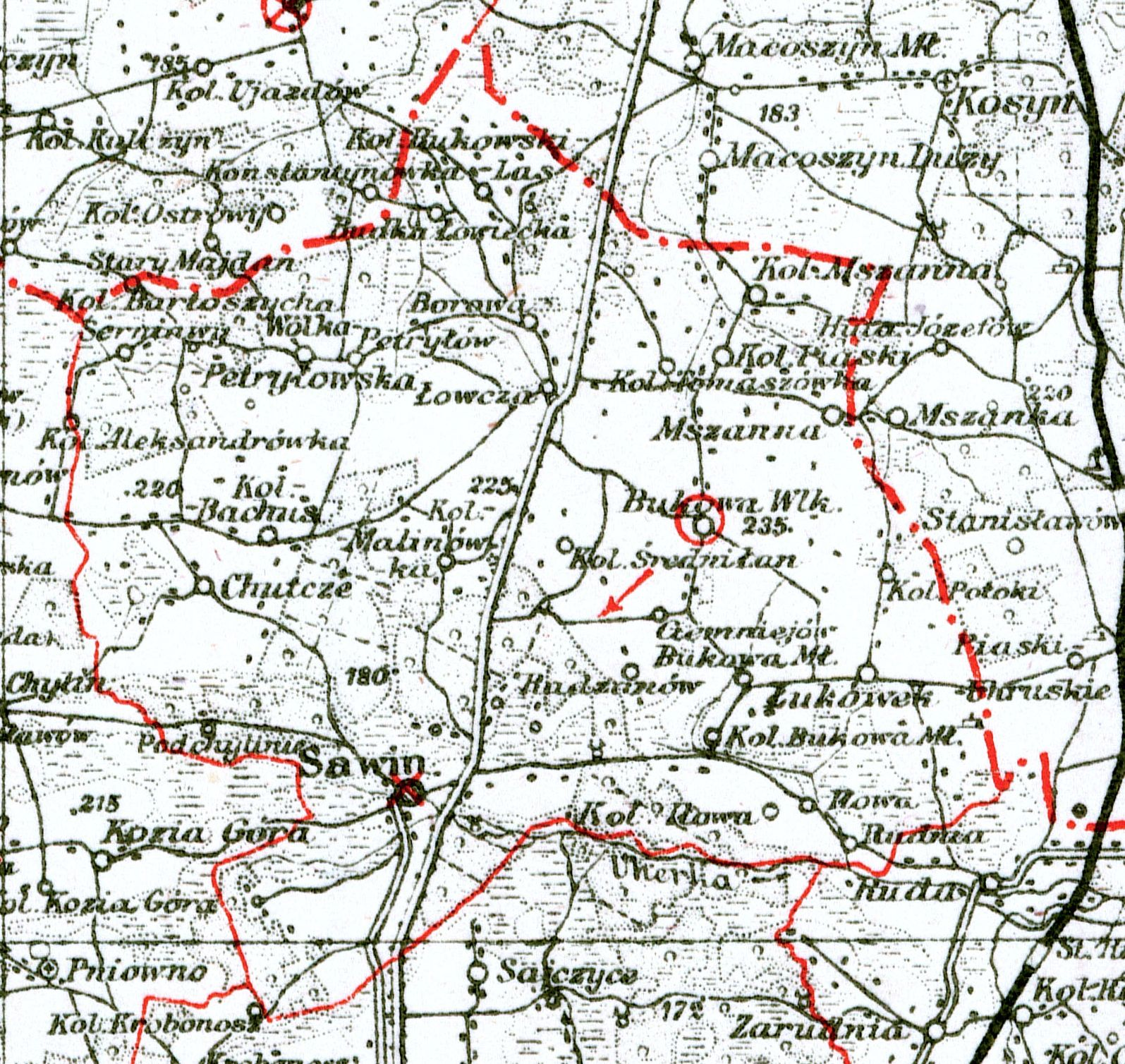
Gmina Bukowa na mapie administracyjnej Rzeczypospolitej z 1937 r.

Bukowa (od 1973 Sawin) – dawna gmina wiejska istniejąca w latach 1867–1954 na Lubelszczyźnie. Siedzibą gminy był Sawin (początkowo w 1867–69 Bukowa).
Gmina Bukowa powstała w 1867 roku w Królestwie Kongresowym a po jego podziale na powiaty i gminy z początkiem 1867 roku weszła w skład w powiatu chełmskiego w guberni lubelskiej (w latach 1912–1915 jako część guberni chełmskiej). 13 stycznia 1870 do gminy przyłączono pozbawiony praw miejskich Sawin, po czym siedzibę gminy przeniesiono z Bukowej do Sawina.
W 1919 roku gmina weszła w skład woj. lubelskiego. W 1924 roku w skład gminy wchodziły: Bachus kol.; Borowa wieś; Bukowa Mała wieś, kol.; Bukowa Wielka wieś; Bukowski Las kol.; Chutcze wieś; Ciemniejów wieś; Holendernia kol.; Iłowa wieś, kol.; Kazimierówka folwark; Łowcza wieś, kol., folwark; Łukówek wieś, kol.; Łukówek Górny folwark; Majdan Serniawski wieś; Malinówka kol.; Moczuły kol.; Mszanna wieś, kol.; Nieborów kol.; Petryłów wieś; Piaski kol.; Piski kol.; Podpakule kol., folwark; Potoki kol.; Radzanów wieś; Rudka Łowiecka wieś; Rudnia wieś, kol.; Sawin osada; Serniawy wieś, kol.; Średni Łan kol.; Tomaszówka kol.; Wólka Petryłowska wieś. Do 1933 roku ustrój gminy Bukowa kształtowało zmodyfikowane prawo zaborcze. Podczas okupacji gmina należała do dystryktu lubelskiego (w Generalnym Gubernatorstwie). 
Według stanu z dnia 1 lipca 1952 roku gmina Bukowa składała się z 28 gromad. Jednostka została zniesiona 29 września 1954 roku wraz z reformą wprowadzającą gromady w miejsce gmin. Po reaktywowaniu gmin z dniem 1 stycznia 1973 roku gminy Bukowa nie przywrócono, utworzono jednak jej odpowiednik, gminę Sawin.